# Raton laveur en Suisse
La présence du raton laveur en Suisse est établie depuis que des animaux soient arrivés dans les années 1970 d'Allemagne où ils ont été introduits d'Amérique à partir de 1934 dans le but d'exploiter leur fourrure.
Les ratons laveurs sont considérés comme des prédateurs en Suisse ainsi que comme espèce animale exotique et sont autorisés à être abattus et chassés toute l'année par la loi fédérale sur la chasse.
Leur nombre en 2021 ne semble pas important ni augmenter de manière significative.